# 大友寿郎
大友 寿郎（おおとも としお、1947年2月16日 - ）は、日本のアナウンサー、放送局経営者。青森放送（RAB）でアナウンサーや代表取締役専務などを務めたのち、特別顧問へ就任。宮城県生まれ。

## 来歴・人物
仙台に居た学生時代は、荒川強啓と共に喫茶店内DJの草分け的存在として活躍していた。1969年に東北学院大学経済学部経済学科を卒業。同年4月にRABへ入社。以来、26年間に渡りアナウンサーとして活動。1986年の放送部副部長時代に、第7回NNSアナウンス大賞テレビ部門大賞を受賞。
その後、放送部長、ラジオ編成部長、弘前支社次長を経て、1999年4月より八戸支社長、2002年6月より東京支社長、2006年4月よりラジオ局長をそれぞれ歴任。2008年6月より取締役と兼任。2012年6月より常務取締役ラジオ局長へ就任。
アナウンス部署を離れた後も、公開収録番組を兼ねたイベント「津軽弁の日」には1988年の第1回から司会を担当するなど、引き続き番組に出演。常務在任当時もラジオパーソナリティとして活動。2013年10月には、開局60周年記念特別番組『60時間ラジオ』のパーソナリティを務めた。
2014年6月26日に行われた株主総会後の取締役会で、常務取締役ラジオ局長から代表取締役専務へ就任。
2017年6月27日に行われた株主総会後の取締役会で、特別顧問へ就任。

## 担当番組

### 出演番組

#### 現在
- 津軽弁の日（ラジオorテレビ。1988年 - ）

#### 過去
テレビ
- ズームイン!!朝!（日本テレビ系列全国ネット。青森キャスター、司会・福留功男の代行）
- 金曜ワイドあおもり（1985年 - 1995年3月）
- 24時間テレビ 「愛は地球を救う」（日本テレビ系列全国ネット。伊奈かっぺいとともに青森ローカルパートのパーソナリティとして出演）
- みちのく銀行スペシャル「青森県民駅伝競走大会」（テレビ実況→ヘリコプターリポート）
- 駅前物語（1990年4月 - 1993年11月5日、以後に数回単発）
- 日高晤郎のスーパーサンデー（札幌テレビ放送。1992年4月のRABネット初日にRABのロビーより中継）
- ザ・トップテン RABリポーター

 ラジオ 
- ナイトブリッジ・フォー・ユー（1969年10月5日 - 1976年3月）
- オールナイトニッポン第2部（1975年11月28日。ニッポン放送系全国ネット）[5][13]
- RABラジオ・チャリティー・ミュージックソン（24時間テレビと同様、伊奈かっぺいとともにパーソナリティとして出演）
- 青森放送開局30周年特別企画 RABラジオ ウルトラクイズ（1983年3月、実況）
- 大友寿郎とサタデー夢ラジオ（1989年8月5日 - 1997年3月、2006年9月16日） ※1991年9月28日、早朝より台風19号が青森県を襲撃する中、生放送により災害情報を伝え続けたことが評価され、日本民間放送連盟賞番組部門ラジオ生ワイド優秀賞を受賞[14]。
- あおもりIN東京（東京支社長時代）
- こちら松森一丁目らじお倶楽部（ラジオ。2009年10月 - 2014年9月。初代町会長=パーソナリティ[注 1]）
- 朝から おとらじ!（2018年10月 - 2024年9月27日）

### 制作番組
- 高橋竹山生誕100年記念番組 ラジオドキュメンタリー 故郷（ふるさと）の空に[18]（ラジオ[18]。2010年11月28日[18]） - 文化等芸術祭大賞受賞作品[18]。大友は制作という肩書で担当[18]。